# Balázs Olivér Ádám
Balázs Olivér Ádám (Budapest, 2004. február 6. –) magyar jégkorongozó, kapus. Ifjúsági évei alatt több hazai és nemzetközi klubban is szerepelt, jelenleg a horvát KHL Sisak játékosa (ALPSHL). Kiemelkedő teljesítményéért több díjat is elnyert, köztük a GMHL (CAN) legjobb kapusának járó elismerést.

## Játékstílus és szemlélet
Tehetsége és a sport iránti elhivatottsága már egész fiatal korában megmutatkozott. 13 éves korától kezdve rendszeresen meghívást kapott az idősebb korosztályos csapatokba, mind klub-, mind válogatott szinten, ahol rendre megállta a helyét. A megnövekedett sportterhelés és a nemzetközi kötelezettségek miatt, edzői és tanárai javaslatára, a középiskola második évétől magántanulóként folytatta gimnáziumi tanulmányait a tanulás és az élsport követelményeinek hatékony összehangolása érdekében.
Játékát rendkívül magas szintű elkötelezettség, versenyszellem, fegyelem és mentális erő jellemzi. A jégen mutatott hozzáállását mindvégig a saját maga és csapattársai iránt támasztott, következetesen magas elvárások határozzák meg. Mindig azt vallotta, hogy "...nekem a nehéz meccseket adjátok, ott tudom igazából megmutatni, hogy mit tudok...", ennek szellemében készül minden egyes mérkőzésre.
Kapusként kiválóan átlátja a játékot, irányítóképessége kiemelkedő, játékintelligenciája pedig lehetővé teszi számára, hogy gyorsan és hatékonyan reagáljon a változó játékszituációkra. Csapattársai és ellenfelei egyaránt úgy vélik, hogy kiemelkedően elkötelezett a siker iránt: nemcsak önmagától, hanem a csapattársaitól is a maximumot várja el. A pályán rendkívül fókuszált, mentálisan erős és kompromisszumot nem ismerő, győzelemorientált szemlélettel rendelkezik, aki a legmagasabb szinten kíván teljesíteni minden körülmények között. Rendívül jó ütőkezelési és lövési technikával rendelkezik, melynek köszönhetően rendszeresen jegyeznek a neve mellé "Assist" pontokat.

## Pályafutása
Balázs Olivér Ádám jégkorongozó pályafutását 2011-ben kezdte a Drago Scorpions KMH csapatában mindösszesen 7 évesen, majd meghívást kapott Szabó István Pál vezetőedzőtől a Ferencvárosi Torna Club utánpótlás csapatába ahol 2014 és 2017 között játszott. 2018-tól a Vasas SC színeiben folytatta, ahol több szezonban is kulcsszerepet töltött be. A 2017/18-as szezon lezárásaként a VASAS SC kapcsolatai és támogatása segítségével részt vehetett egy 2 hetes montreáli (CAN) edzőtáborban, ahol olyan nemzetközi szakemberek segítségével dolgozhatott mint Francois Landreville, kinek nevéhez számos NHL játékos felkészítése fűződik. Ugyan ebben az idöszakban betekintést nyert a Szlovák és a Cseh jégkorong világába is. Meghívást kapott Marián Filega vezetőedzőtől a Pro-Team Select (SVK) csapatba amellyel 2 évek keresztül – párhuzamosan a magyar bajnoksággal – "AAA" tornán bizonyíthatta tudását és játszhatott együtt olyan játékosokkal mint Alex Ciernik akit 2023-ban 4. körben draftolt a Philadelphia Flyers.  2022-ben csatlakozott az Ifj. Ocskay Gábor Jégkorong Akadémiához, mellyel még ugyanebben az évben U18-as magyar bajnoki címet szerzett. 2021/22-es szezon végén meghívást kapott az Elite Prospect által szervezett 2 hónapos felkészítő edzőtáborba Bradfordba (CAN), ahova 80 játékost és kapust hívtak be azzal a céllal, hogy a tábor végén – az elvégzett munka és teljesítmény alapján – a legjobbaknak szerződést ajánljanak. A kanadai, amerikai, svéd és finn meghívottak között egyetlen magyarként sikerült helytállnia és bizonyítania, igy büszkén írhatta alá a következő szezonra szóló szerződését a kanadai Bradford Rattlers csapatához. Hatalmas elismerés és komoly visszajelzés volt ez mind a magyar sportvezetők mind Olivér számára a tehetségéről és kitartásáról. Érdemes még megjegyezni, hogy a 80 játékos közül Olivérrel együtt összesen hárman írhattak alá szerződést.
2022 és 2024 között a kanadai Bradford Rattlers (CAN) csapatának tagjaként szerepelt a GMHL ligában. Teljesítményéért a 2022–2023-as szezonban három egyéni díjat is kapott: elnyerte a liga legjobb kapusa, valamint az északi divízió legjobb kapusa címet és meghívást kapott a liga All-Stars csapatába is. A Bradford Rallters csapat történetében 10 év kihagyás után mindkét évben GMHL (CAN) bajnok lett. 2024-ben szerződött a KHL Sisak csapatához Horvátországba.

## Szakmai háttér és edzői munka
Pályafutása során Balázs Olivér Ádám számos hazai és nemzetközi szinten is elismert szakemberrel dolgozott együtt, akik jelentős szerepet játszottak fejlődésében. Edzői között Magyarország élő jégkoronglegendái is megtalálhatók, köztük Szuper Levente, Székely Csaba, Budai Krisztián (Krinyó), Hoffmann Attila (Hofi), Szabó István Pál (Cocabá), Székely-Mádai László (Tete) Jánosi Csaba, Bóta Gusztáv. Vezetésük és szakmai irányításuk meghatározó volt technikai, taktikai és mentális fejlődése szempontjából.

## Válogatott szereplés
Számos alkalommal szerepelt kiemelkedő teljesítménye elismeréseként a magyar korosztályos válogatottakban:
- 2018 – Magyarország U14 – World Select Invitational CUP – Anglet (FRA)
- 2018 – Magyarország U15 – (U14 meghívott játékosként) 4 nemzet torna AUT-SLO-ITA-HUN (Baselga di Piné -ITA)
- 2018 – Magyarország U15 – Riga CUP (U14 meghívott játékosként)
- 2019 – Magyarország U15 – 4 nemzet torna AUT-SLO-ITA-HUN (Sankt Pölten – AUT)
- 2019 – Magyarország U15 – Riga CUP
- 2019 – Magyarország U15 – IIHF tehetség gondozó edzőtábor (Vierumaki – FIN)
- 2019 – Magyarország U15 – 4 nemzet torna AUT-SLO-ITA-HUN (Kaposvár – HUN)
- 2020 – Magyarország U16 – 4 nemzet torna AUT-SLO-ITA-HUN (Fondo – ITA)
- 2020–2021: Magyarország U17 (International Jr)

### Díjak és eredmények
- 2021–2022: U18-as magyar bajnok (Ifj. Ocskay Gábor JA)
- 2022–2023: GMHL (CAN) bajnok
- 2022–2023: GMHL (CAN) North Division – Legjobb kapus
- 2022–2023: GMHL (CAN) – Top Goaltender
- 2023–2024: GMHL (CAN) bajnok